# Gazeta Telewizyjna
Gazeta Telewizyjna (Wyborcza Telewizyjna, Wyborcza TV) – cotygodniowy magazyn telewizyjny będący dodatkiem Gazety Wyborczej.
Magazyn istnieje od 1990 roku. Gazeta Telewizyjna ukazuje się co piątek.